# Cyclochlamys
Cyclochlamys är ett släkte av musslor. Cyclochlamys ingår i familjen Propeamussiidae.
Cyclochlamys är enda släktet i familjen Propeamussiidae.
Kladogram enligt Catalogue of Life:
| Cyclochlamys | \| \| Cyclochlamys lemchei \| \| \| \| \| \| Cyclochlamys mestayerae \| \| \| \| \| \| Cyclochlamys transenna \| \| \| \| |
|              | \| \| Cyclochlamys lemchei \| \| \| \| \| \| Cyclochlamys mestayerae \| \| \| \| \| \| Cyclochlamys transenna \| \| \| \| |
|              | Cyclochlamys lemchei |
|              | |
|              | Cyclochlamys mestayerae                                                                                                   |
|              | |
|              | Cyclochlamys transenna |
|              | |